# Hiperinsulinèmia
La hiperinsulinèmia és un trastorn en la qual hi ha excés de nivells d'insulina circulant a la sang en relació amb el nivell de glucosa en sang. Tot i que sovint es confon amb diabetis o hiperglucèmia, la hiperinsulinèmia pot ser deguda a una varietat de malalties i trastorns metabòlics, així com de sucres no nutritius en la dieta. Tot i que la hiperinsulinèmia s'observa sovint en persones amb diabetis mellitus de tipus 2 en fase inicial, no és la causa de la malaltia i només és un signe de la malaltia; també es pot trobar en nounats i en la hiperinsulinèmia induïda per fàrmacs. També pot ocórrer en hiperinsulinisme congènit, inclosa la nesidioblastosi.
La hiperinsulinèmia s'associa amb la hipertensió, l'obesitat, la dislipèmia, la resistència a la insulina i la intolerància a la glucosa. Aquests trastorns es coneixen col·lectivament com a síndrome metabòlica. Aquesta estreta associació entre la hiperinsulinèmia i els trastorns de la síndrome metabòlica suggereix mecanismes relacionats o comuns de patogenicitat. S'ha demostrat que la hiperinsulinèmia "té un paper en la hipertensió en obesitat, en augmentar la retenció renal de sodi".
En la diabetis de tipus 2, les cèl·lules del cos es tornen resistents als efectes de la insulina a mesura que els receptors que s'uneixen a l'hormona es tornen menys sensibles a les concentracions d'insulina, donant lloc a hiperinsulinèmia i alteracions en l'alliberament d'insulina. Amb una resposta reduïda a la insulina, les cèl·lules beta del pàncrees segreguen quantitats creixents d'insulina (la hiperinsulinèmia) en resposta als nivells continus elevats de glucosa en sang. En els teixits resistents a la insulina, s'assoleix un llindar de concentració d'insulina que fa que les cèl·lules absorbeixin glucosa i, per tant, disminueixin els nivells de glucosa en sang. Els estudis han demostrat que els alts nivells d'insulina derivats de la resistència a la insulina poden augmentar la mateixa resistència a la insulina.